# Coruña del Conde
Coruña del Conde es un municipio y localidad situados en la provincia de Burgos, comunidad autónoma de Castilla y León (España), comarca de la Ribera del Duero, partido judicial de Aranda de Duero.

## Geografía física
Ubicada al sureste de la provincia de Burgos, en el valle del río Arandilla, que transcurre por el municipio, en un paisaje de llanura, monte bajo y colinas redondeadas, conocidas como altos o muelas.

## Historia

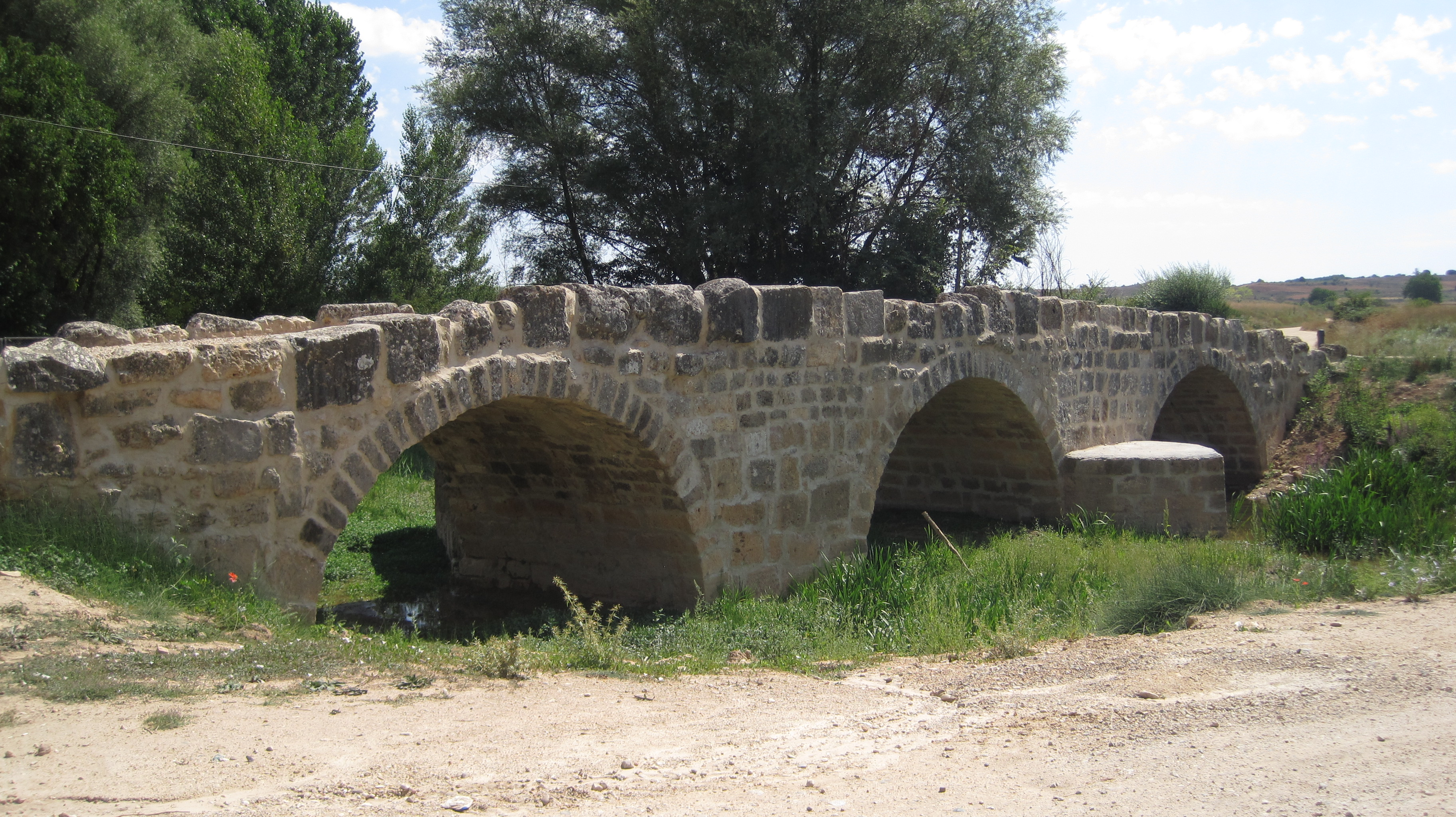
El llamado Puente Barrusio, junto con otro similar situado aguas arriba sobre el río Arandilla, es uno de los vestigios del pasado romano de Coruña del Conde

Tanto en Coruña del Conde como en sus localidades vecinas existían diversos asentamientos celtíberos, más concretamente arévacos, como en el paraje de El Castro en Arauzo de Torre, Alto del Cuerno y Alto de Castro en Peñalba de Castro. Existen dudas sobre en cuál de estos dos últimos emplazamientos se situaba la ciudad prerromana de Clunia que Livio cita como refugio de Sertorio ante el sitio de Pompeyo en el año 75 a. C. Pompeyo la ocupa en el 72 a. C. Finalmente, en el año 56 a. C. la ciudad participó de la alianza entre arévacos y vacceos por la independencia frente a Roma. Metelo sitió la ciudad tras conquistar Numancia y un año más tarde, en el 55 a. C., Afranio, legado de Pompeyo, sometió definitivamente a arévacos y vacceos y romanizó el área. Los romanos mantendrán el nombre de Clunia, del cual deriva el del municipio, y desarrollarán su ciudad en el Alto de Castro, junto a la actual Peñalba de Castro.
La ciudad romana, capital de conventus iuridicum y a la que el emperador Galba rebautizó como Colonia Clunia Sulpicia, tuvo gran importancia en la romanización del norte de España y un destacado papel en la Historia. 
Tras la etapa romana, el pueblo visigodo ocupa el municipio. Se tienen pocas referencias de esta época, pero han quedado en el área restos como una necrópolis en el vecino Hinojar del Rey y las trazas de la ermita del Santo Cristo de San Sebastián.
En el año 712 la invasión árabe llega hasta las tierras de Coruña del Conde. Las tropas de Tarik arrasan Clunia, suponiendo este el fin de la ciudad. Durante los años el municipio fue tierra de disputas entre árabes y cristianos. A mediados del siglo VIII el rey Alfonso I de Asturias reconquista los restos de la ciudad, liberando a sus pobladores del dominio musulmán. El mismo rey decide trasladarlos a las tierras cristianas del norte de España, dejando desierta el área para crear una tierra de nadie en la región del Duero entre sus dominios y los musulmanes.
El rey García I de León encomienda al Conde de Castilla Gonzalo Fernández de Burgos (padre de Fernán González) en el año 912 la repoblación del área del Duero, concretamente Haza, San Esteban de Gormaz y Clunia. Es en este momento cuando se funda la nueva fortaleza de Clunia, en un alto al sur de la ciudad primitiva, en el actual emplazamiento de Coruña del Conde. La razón del traslado es que desde este lugar se tenía un mejor control de la calzada que subía desde el Duero hacia el norte y de los dos puentes que cruzan el río Arandilla. Se constituye en ciudad de Castilla, cabeza del Alfoz de Clunia, el más extenso del condado, abarcando tierras desde el río Arlanza hasta el río Duero.
Al ser una de las puertas de Castilla y estar situada en la primera línea de defensa frente a los musulmanes, Coruña del Conde, aún conocida como Clunia, sufre varias acometidas de estos últimos. En el año 920 el califa omeya de Córdoba Abderramán III manda arrasar la ciudad, considerada de gran importancia para los cristianos por los cronistas árabes. Los musulmanes matan a sus pobladores, destruyen los cultivos y saquean las casas, donde toman un gran botín. Los cristianos reconstruyen la ciudad, pero en el año 994, durante el reinado de Bermudo II de León, el caudillo Almanzor conquista personalmente la ciudad y su fortaleza. Realiza obras en ella y la dota de una guarnición permanente. En la primavera de 1002, Almanzor parte desde Coruña del Conde para realizar su última algarada triunfal contra los cristianos, que le llevará hasta San Millán de la Cogolla, en La Rioja. Le acompañan 33.000 jinetes, 20.000 soldados de a pie y 100 portadores de los famosos tambores, a los que se les da la orden de no cesar de tocarlos. A la vuelta de esta algarada, Almanzor es herido de muerte en un encontronazo con los cristianos en Calatañazor (véase batalla de Calatañazor).
Los cristianos vuelven a tomar la ciudad, ya de forma definitiva, en 1011, tras una sangrienta batalla en un paraje del municipio hoy conocido como La Matanza. La línea del Duero se asegura y queda establecida como frontera definitiva entre cristianos y musulmanes. En esta época el nombre de la ciudad comienza a corromperse, apareciendo en documentos como Cluña, Crunnia, Crunna, Cruña, Curuña y ya el actual Coruña. La ciudad continúa siendo cabeza jurisdiccional de varias aldeas y villas: Arandilla, Arauzo de Miel, Arauzo de Salce, Arauzo de Torre, Bahabón de Esgueva, Baños de Valdearados, Caleruega, Cilleruelo de Arriba, Guimara, Hontoria de Valdearados, Mercadillo, Oquillas, Peñaranda de Duero, Pinillos de Esgueva, Quintanilla, Rebeche, Santa María de Mercadillo, Torrecilla de Peñaranda, Valdeande y Villatuelda. La ciudad medieval está amurallada y cuenta con la judería más numerosa de la Ribera del Duero. En ella habitan también moriscos, por lo que goza de una intensa actividad mercantil y cuenta con un concurrido mercado. Rodrigo Díaz de Vivar, el Cid, transitará por el municipio en la ruta de su destierro en 1080 o 1081. Los Caballeros del Santo Sepulcro se establecen en la villa en 1128 y se hacen cargo de la iglesia de San Andrés.

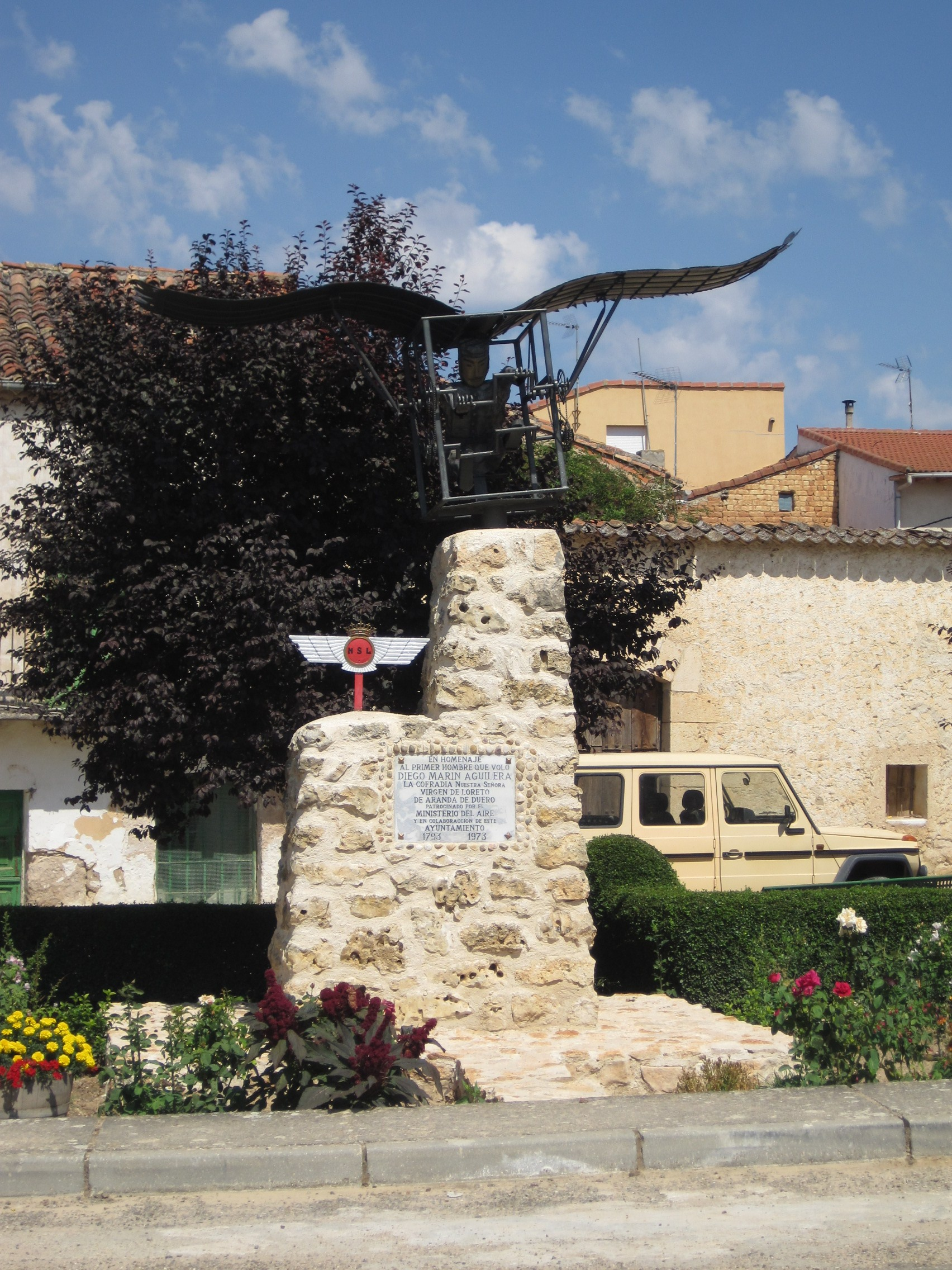
Monumento conmemorativo del vuelo de Diego Marín Aguilera en 1793

Coruña del Conde había sido villa realenga desde un principio. Sin embargo, el rey Alfonso XI de Castilla decide transformarla en señorío para donársela a Juan Martínez de Leyva como premio por su lealtad y sus servicios. Enrique II de Castilla la confiscará más tarde, retornándola a su condición de realenga. Finalmente, Enrique IV de Castilla la convierte en condado y la dona a la familia Mendoza en la persona de Lorenzo Suárez de Mendoza, hijo del marqués de Santillana. Desde entonces, la villa de Coruña pasa a llamarse Coruña del Conde.
La ciudad es escenario de las convulsiones políticas de la época. En 1449 se forma en Castilla una liga nobiliaria que cuenta con los apoyos del rey Juan II de Aragón y del Príncipe de Asturias, el futuro Enrique IV de Castilla. Dicha liga se reúne en Coruña del Conde para conspirar contra el Condestable de Castilla, Álvaro de Luna.
La Inquisición juega un importante y negativo papel en el desarrollo de la población. Moriscos y hebreos son expulsados, y la persecución contra conversos es feroz. Muchos de ellos son apresados y juzgados, alguno incluso ejecutado en la plaza mayor de la localidad. Como testimonio de esta oscura etapa quedan en la localidad el rollo de justicia en la plaza y un lienzo en la iglesia de San Martín en el que se reflejan los nombres, oficios y delitos de seis condenados por la Inquisición a finales del siglo XV y comienzos del XVI, de los cuales cinco fueron reconciliados y uno (Maestre Juan, cirujano) condenado a la hoguera por hereje apóstata judaizante en 1490.
Durante el Renacimiento la importancia de Coruña del Conde va decreciendo paulatinamente y son pocas las noticias que va dejando en la Historia. Sin embargo, aún cabe citarla como lugar de origen en 1508 de Agustín Gormaz Velasco, importante figura en la historia de América Latina, y como cuna de la aviación tras la hazaña del pastor de la localidad Diego Marín Aguilera en 1793.
Fue villa encuadrada en la categoría de “pueblos solos” del partido de Aranda de Duero, jurisdicción de señorío ejercida por el Conde de Coruña quien nombraba su Alcalde Ordinario.
A la caída del Antiguo Régimen queda constituido como ayuntamiento constitucional del mismo nombre, en el partido de Aranda, perteneciente a la región de Castilla la Vieja. Contaba entonces con 209 habitantes.

## Demografía
Coruña del Conde cuenta con una población de 100 habitantes (INE 2024).
| Gráfica de evolución demográfica de Coruña del Conde entre 1842 y 2021                                              |
| |
| Población de derecho según los censos de población del INE Población de hecho según los censos de población del INE |

En 1843 pertenecía al partido de Aranda y contaba con 209 habitantes.

### Economía
Su economía se basa en la agricultura. Los principales cultivos de explotación son los cereales, destacando el trigo y la cebada, la vid y la remolacha azucarera. El cultivo de huertas y frutales es de menor escala, y, generalmente, enfocado al autoconsumo.
La ganadería ha perdido importancia en los últimos años. Actualmente es una actividad complementaria cuya producción se limita al autoconsumo en la mayoría de los casos. Los tipos de ganadería predominante son la lanar, la porcina y la avicultura.
Existen en la localidad algunas industrias de transformación, destacando las de la madera y, especialmente, las del vino. Un pequeño porcentaje de población se dedica a las actividades hosteleras, contando el pueblo con un único bar.

## Cultura

### Patrimonio

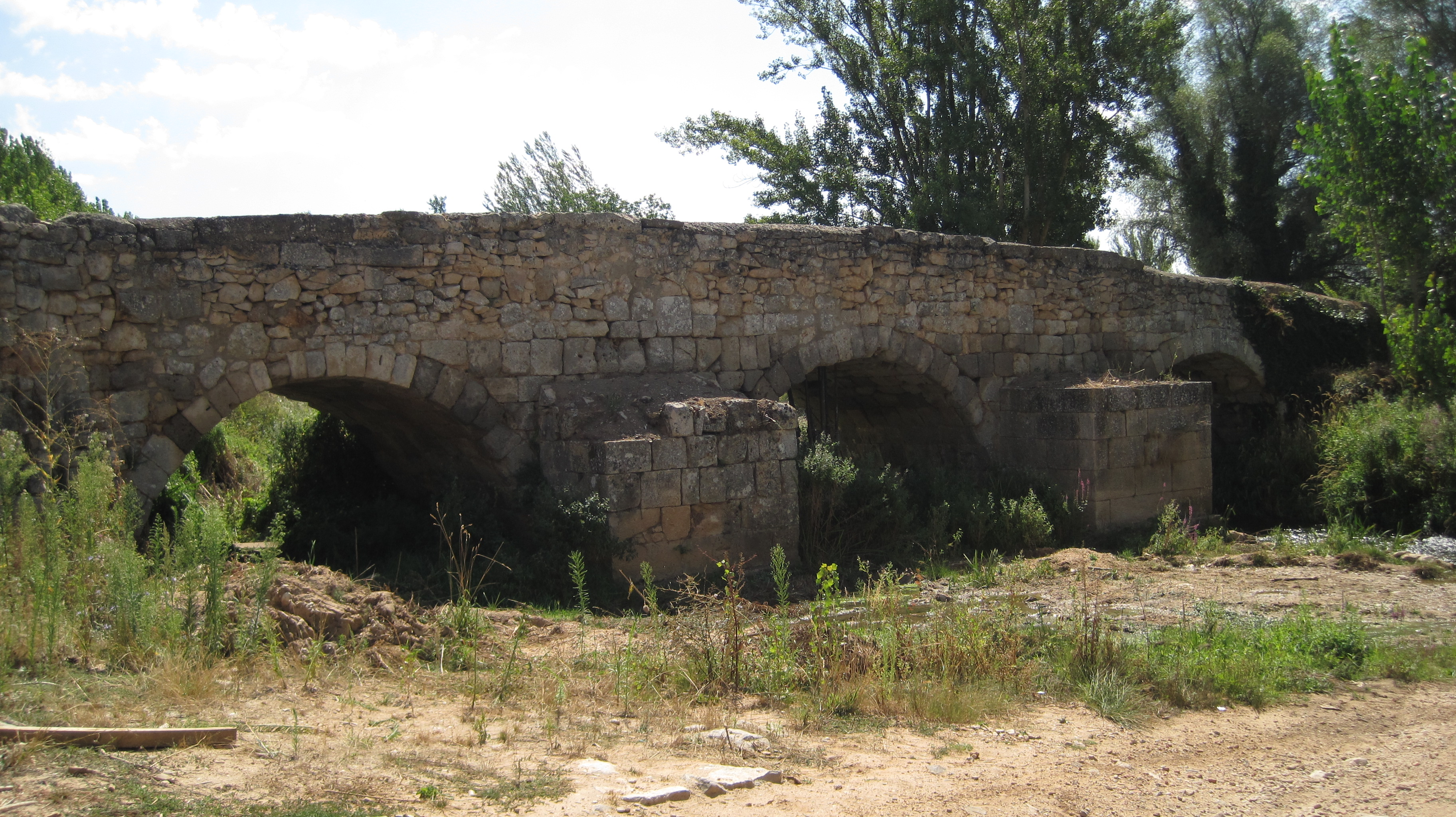
Puente de origen romano, aunque su trazado fue sustancialmente modificado en época medieval

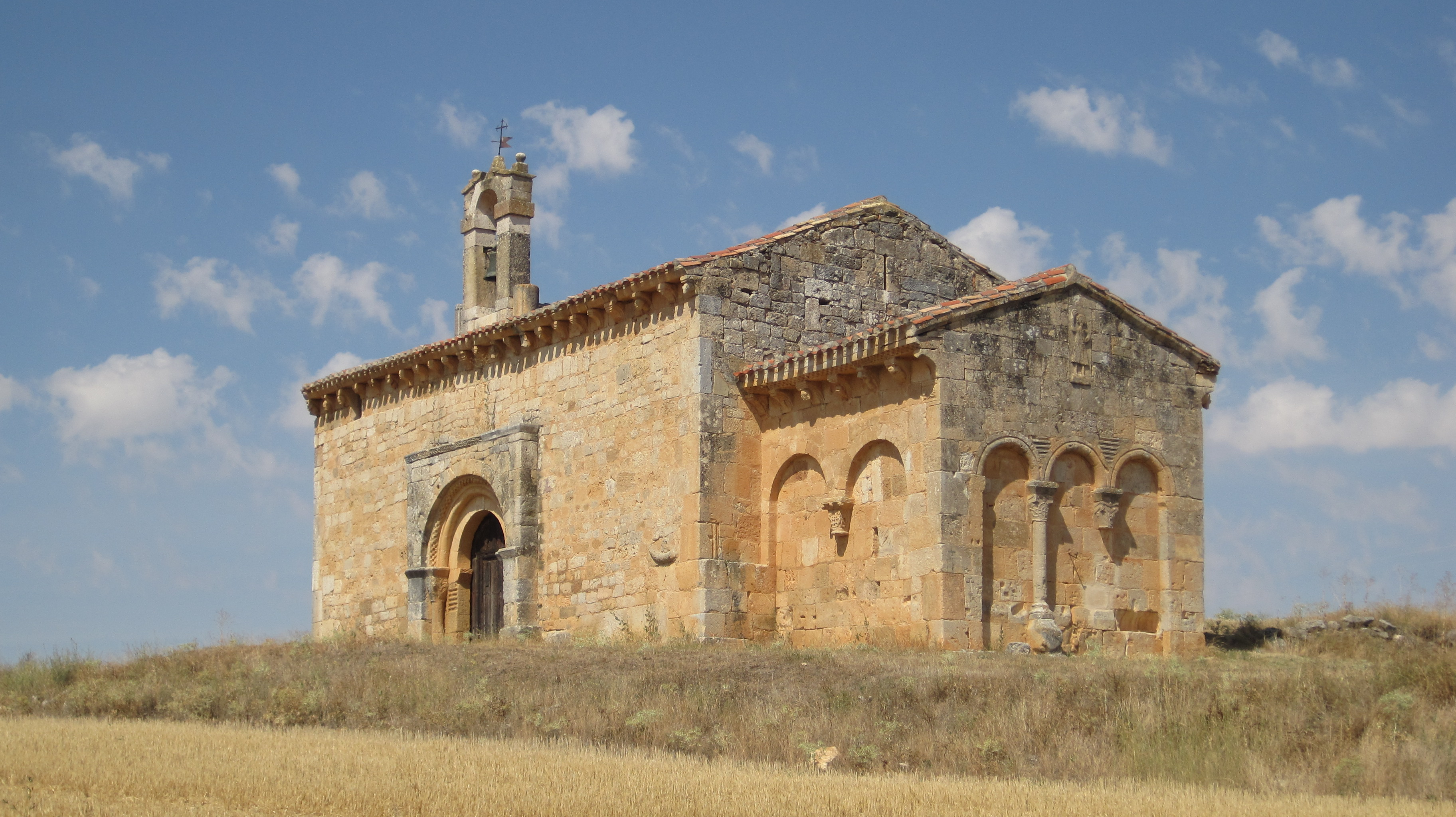
Ermita del Santo Cristo de San Sebastián, con su ábside cuadrado de origen visigodo

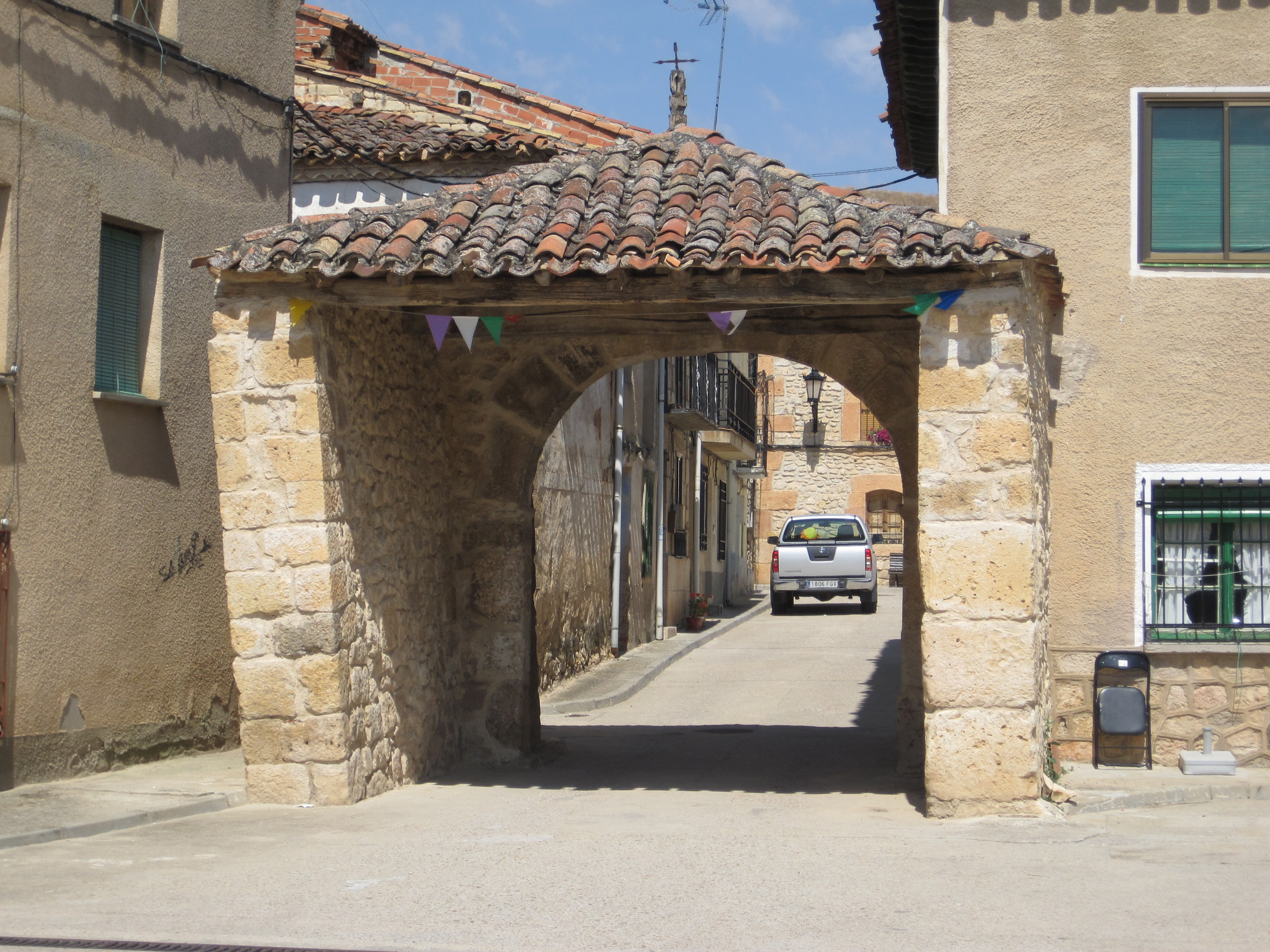
Puerta de la antigua muralla medieval

Coruña del Conde está incluida en dos itinerarios histórico-culturales: la Ruta del Destierro del Cid (o Camino del Cid) y la Ruta de los Orígenes del Castellano. Además, existen en el municipio y sus alrededores numerosos monumentos.
- Ciudad romana de Clunia: La Colonia Clunia Sulpicia situada en la vecina localidad de Peñalba de Castro, a unos 3 kilómetros de Coruña del Conde, es el núcleo originario del cual deriva la localidad actual. El visitante puede aún hoy tener una idea de su esplendor observando su teatro del siglo I, el mayor de toda Hispania, construido aprovechando una pendiente al modo griego, o sus termas, en los edificios conocidos como Los Arcos I y II. Otros edificios importantes son las mansiones excavadas hasta la fecha, en las cuales se han descubierto hermosísimos mosaicos, algunos de ellos trasladados al Museo Arqueológico Nacional de Madrid, que constituyen las piezas de arte más valiosas encontradas en la ciudad. Interesante también es el área del foro, donde se han descubierto numerosos edificios públicos: la basílica, el Aedes Augusti, dos templos (uno de ellos tripartito), diversas tabernae o comercios y el macellum, un gran edificio de función aún incierta. Dentro del recinto se encuentra la ermita de la Virgen de Castro, patrona de Coruña del Conde, cuya fábrica actual es del siglo XVII. A ella tenía por costumbre acudir a rezar Santo Domingo de Guzmán desde su Caleruega natal, rememorándose con una romería de los pueblos de la zona en abril. En la actualidad se llevan a cabo numerosas campañas de excavación, ya que hoy tan sólo se puede admirar una pequeña parte de lo que fue una de las principales ciudades romanas de la Hispania Tarraconensis. Por esta razón no es descartable que en el futuro aparezcan en ella restos de nuevos edificios importantes de los cuales aún no se tiene noticia. Por otra parte, durante siglos los pueblos de la comarca han utilizado las ruinas de Clunia como cantera, pudiéndose ver sillares labrados, relieves, estelas o lápidas en diversos edificios (iglesias, ermitas, castillos como el de la propia Coruña del Conde o palacios como el de los Duques de Avellaneda en Peñaranda de Duero).
- Puentes romanos sobre el río Arandilla: Estos dos puentes son los únicos que quedan de la tupida red de caminos que circundaban la ciudad romana. Consisten en pequeños puentes de tres ojos, con contrafuertes y tajamares de bella cantería, apoyados en pilastras de basamentos moldurados. Ambos ejemplares, especialmente en el que se encuentra más próximo al centro de la localidad, Arandilla arriba, han sufrido consolidaciones que han alterado su estado original. Sin embargo, la mayor parte de la fábrica romana es aún visible. Se trata del Puente de Coruña del Conde y el Puente de Barrusio.

- Ermita del Santo Cristo de San Sebastián: Por su traza, sobre todo por su ábside cuadrangular, se puede adivinar el origen visigótico de la construcción. Destaca su sencilla portada, las arquerías ciegas en el ábside, los canecillos y los numerosos sillares con relieves romanos provenientes de Clunia.
- Castillo: Tiene su origen en el siglo X, cuando García I de León decide repoblar el valle del Duero. Se fundó una fortaleza, en las proximidades de la antigua ciudad de Clunia, que guardaba la entrada a Castilla por estar situada en un promontorio desde el cual se controlaba el corredor del Arandilla y su antigua calzada desde el sur y junto a los dos puentes romanos ya mencionados. Amenazado de ruina, se ha reforzado en los primeros años del siglo XXI. Como curiosidad, el Ayuntamiento, propietario del castillo, ha puesto a la venta el inmueble por 1€ a quien se comprometa a restaurarlo y conservarlo, ante la imposibilidad de obtener fondos públicos para hacerlo.
- Arco de entrada: Es una antigua puerta, frente a uno de los puentes romanos, abierta en la muralla que en época medieval rodeaba la ciudad. Hoy da acceso a la plaza mayor desde la carretera. Se trata de un arco de medio punto rebajado al final de dos paramentos de piedra paralelos sobre los cuales existe una cubierta tejada a cuatro aguas. En él se pueden observar estelas provenientes de Clunia. Es de suponer que en ella se cobraban impuestos y alcábalas para permitir el paso de mercancías a la villa. Junto a él se encuentra el monolito en recuerdo de Diego Marín Aguilera patrocinado por el Ministerio del Aire en 1973.
- Rollo jurisdiccional: En el centro de la plaza mayor, frente al Ayuntamiento, se yergue esta estilizada columna sobre un triple podio, símbolo del poder jurisdiccional de la localidad y picota en la cual se castigaba a los reos.
- Iglesia de San Martín: Construida en el siglo XVI gracias en gran parte a las aportaciones que desde las tierras americanas hizo Fray Agustín Gormaz Velasco, obispo de Popayán, a la sazón hijo del pueblo. Destaca como iglesia de salón o columnaria, con su portada y retablo principal renacentista, algunos retablos barrocos y los enterramientos en el altar mayor. Los frescos de su cúpula interior son del siglo XVIII. Son visibles en el exterior del edificio numerosas estelas y piedras con relieves procedentes de Clunia. En su interior se conserva el planeador de madera y papel con el que el equipo del programa Al filo de lo imposible de Televisión Española revivió el vuelo de Diego Marín Aguilera en 1995.
- Avión: En 1993, para conmemorar el bicentenario del vuelo de Diego Marín Aguilera el Ejército del Aire español donó al municipio un avión. El avión se colocó junto al castillo, en el punto exacto desde el cual Diego Marín Aguilera inició su vuelo en mayo de 1793. En 2013 fue retirado por el propio Ejército del Aire para proceder a su reparación, pero no ha sido devuelto a la localidad, cuyo consistorio no consideró viable su mantenimiento en dicho emplazamiento.

### Fiestas

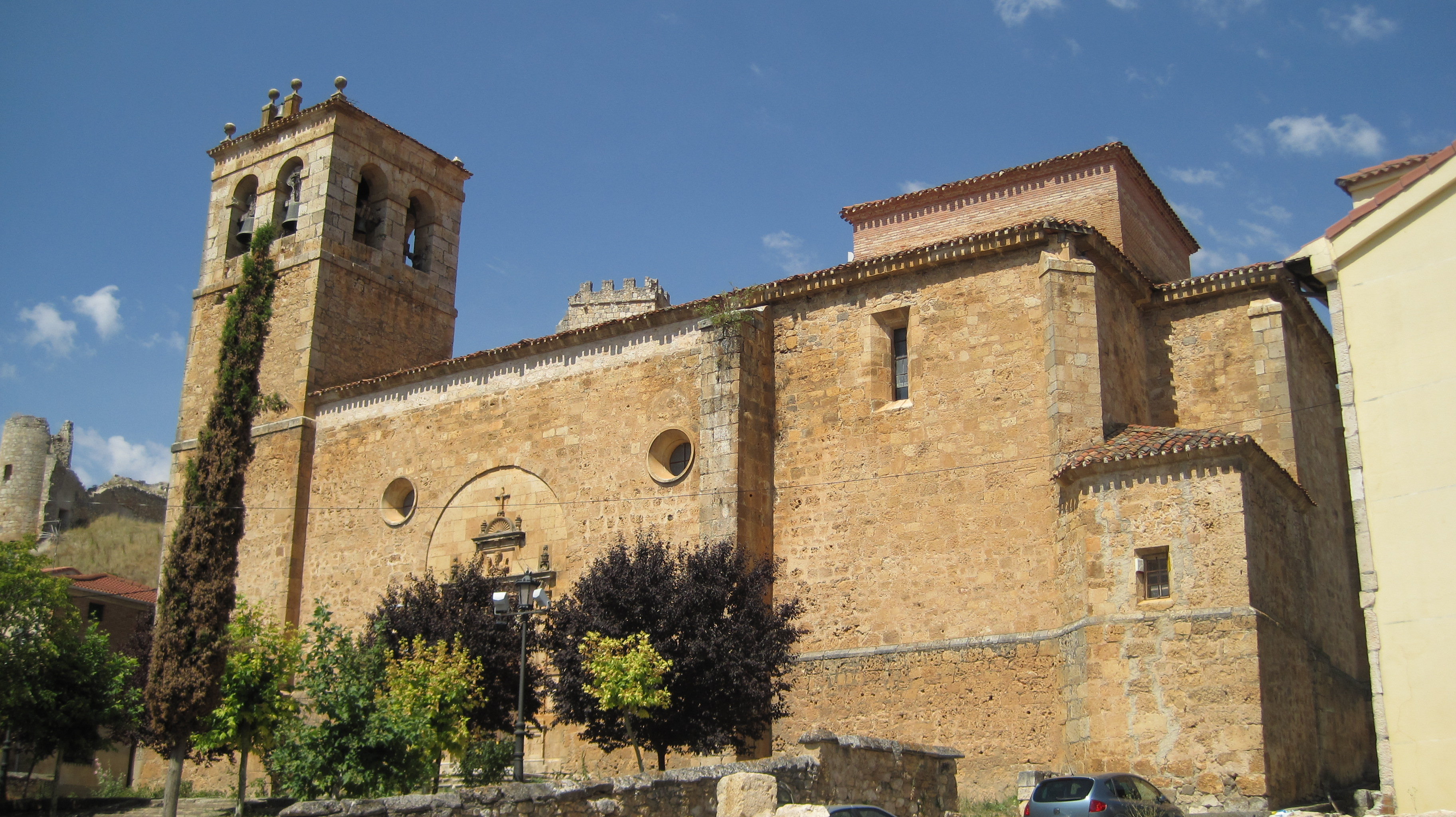
Vista de la iglesia de San Martín

- Romería de la Virgen de Castro (o del Santito) (3º domingo de abril): los vecinos de Coruña del Conde, junto a los de otros pueblos del área, acuden en romería a la ermita de la Virgen de Castro, en la ciudad romana de Clunia. Se conmemoran las visitas al santuario de Santo Domingo de Guzmán, cuya imagen traen desde su localidad los vecinos de Caleruega.
- San Juan Bautista (24 de junio): se celebran las fiestas tradicionales de verano, con actos religiosos y verbenas.
- San Martín de Tours (11 de noviembre): festas del patrón de la localidad. Aún se cumple la tradición del carro de leña, en la que los jóvenes del pueblo pasan el día cortando leña en el monte. Por la tarde llevan la leña a la plaza del pueblo y con ella se hace una hoguera que arde durante toda la noche.